# Mal Donaghy
Malachy Martin Mal Donaghy (ur. 13 września 1957 w Belfaście) – północnoirlandzki piłkarz występujący na pozycji obrońcy.

## Kariera klubowa
Donaghy karierę rozpoczynał w 1976 roku w północnoirlandzkim Cromac Albion. W 1977 roku trafił do zespołu Larne. W 1978 roku przeszedł do angielskiego klubu Luton Town z Second Division. W jego barwach zadebiutował 19 sierpnia 1978 roku w wygranym 6:1 meczu z Oldham Athletic. W 1982 roku awansował z nim do First Division. W 1988 roku zdobył z zespołem Puchar Ligi Angielskiej.
W 1988 roku Donaghy odszedł również do Manchesteru United, innego zespołu First Division. Pierwszy ligowy mecz zaliczył tam 30 października 1988 roku przeciwko Evertonowi (1:1). W sezonie 1989/1990 grał na wypożyczeniu w Luton Town. Potem powrócił do Manchesteru. W 1991 roku zdobył z nim Puchar Zdobywców Pucharów. Przez cztery lata dla Manchesteru Donaghy rozegrał 89 spotkań.
W 1992 roku został graczem Chelsea (First Division). W jej barwach zadebiutował 15 sierpnia 1992 roku w zremisowanym 1:1 meczu z Oldham Athletic. W Chelsea Donaghy spędził dwa lata. W 1994 roku zakończył karierę.

## Kariera reprezentacyjna
W reprezentacji Irlandii Północnej Donaghy zadebiutował 16 maja 1980 roku w wygranym 1:0 towarzyskim meczu ze Szkocją. W 1982 roku został powołany do kadry narodowej na mistrzostwa świata. Zagrał na nich w pojedynkach z Jugosławią (0:0), Hondurasem (1:1), Hiszpanią (1:0) oraz Francją (1:4). W meczu z Hiszpanią otrzymał czerwoną kartkę. Z tamtego turnieju Irlandia Północna odpadła po drugiej rundzie. W 1986 roku Donaghy ponownie znalazł się w kadrze na mistrzostwa świata. Wystąpił tam w meczu z Algierią (1:1), Hiszpanią (1:2) oraz Brazylią (0:3). Tamten mundial Irlandia Północna zakończyła na fazie grupowej. W latach 1980–1991 w drużynie narodowej Donaghy rozegrał w sumie 91 spotkań.